# Nintendo Badge Arcade
Nintendo Badge Arcade (Japans: バッジとれ〜るセンター (Bajji torēru sentā, "Verzamelbare badges centrum") is een applicatie voor Nintendo 3DS waarmee spelers hun 3DS Home Menu kunnen decoreren door middel van badges. De game kwam uit in Japan op 17 december 2014, op 10 november 2015 in Noord-Amerika en op 13 november 2015 in Europa

## Gameplay
De game volgt de speler terwijl hij speelt op machines genaamd 'Badge Catchers'; machines lijkend op grijpkranen waarmee je badges kan vangen. Het doel van het spel is om met het aantal pogingen dat je hebt zo veel mogelijk badges te vangen. Deze badges zijn gebaseerd op bekende Nintendo karakters en games, zoals Super Mario en Animal Crossing. Elke badge die de speler vangt mag hij/zij houden, en wordt toegevoegd aan de Badge Box. Deze Badge Box kan geopend worden in het Home Menu van de 3DS. Vanuit hier kunnen de badges op het Home Menu worden gezet om het te decoreren. 
De game is gratis te downloaden, en de eerste vijf pogingen zijn gratis. Er zullen geregeld nieuwe badges worden toegevoegd aan de game, en hier zullen soms meer gratis pogingen aan worden toegevoegd. Verder kan de speler gratis pogingen verdienen door op de oefenmachine te spelen. Deze machine mag dagelijks eenmaal worden gebruikt om het vangen van badges te oefenen. De machine bevat namaak-badges, waarvan een van deze namaak-badges soms een merkje achterop heeft. Als de speler deze vangt krijgt hij/zij twee extra gratis pogingen in de echte machines. Ook krijgt de speler soms gratis pogingen als hij aan bepaalde voorwaarden in het spel heeft voldaan. Als de speler echter meer pogingen wil verdienen, moet hij betalen. 5 extra pogingen kosten 1 euro. 
De game bevat ook een speciale 'Theme Shop', waar de speler extra thema's kan kopen die aansluiten bij de badges die op dit moment beschikbaar zijn om te winnen in het hoofdspel. Deze zogeheten thema's dienen als achtergronden in het Home Menu.